# كولتون جوبو
كولتون جوبو (بالإنجليزية: Colton Gobbo)‏، ممثل كندي من مواليد 20 سبتمبر 2000. اشتهر بأدواره المعتادة مثل جوردان في المسلسل التلفزيوني ماما وصندوقها الأسود.
مواطن من غريتر سودبوري، أونتاريو، حيث التحق كلية سانت تشارلز ودرس في برنامج المسرح في كلية جورج براون.

## روابط خارجية
- كولتون جوبو على موقع IMDb (الإنجليزية)
- كولتون جوبو على موقع ميتاكريتيك (الإنجليزية)
- كولتون جوبو على موقع روتن توميتوز (الإنجليزية)
- كولتون جوبو على موقع قاعدة بيانات الأفلام العربية
- كولتون جوبو على موقع ألو سيني (الفرنسية)
- كولتون جوبو على موقع أول موفي (الإنجليزية)
- كولتون جوبو على موقع قاعدة بيانات الفيلم (الإنجليزية)
- كولتون جوبو على موقع كينوبويسك (الروسية)